# Der Gehülfe

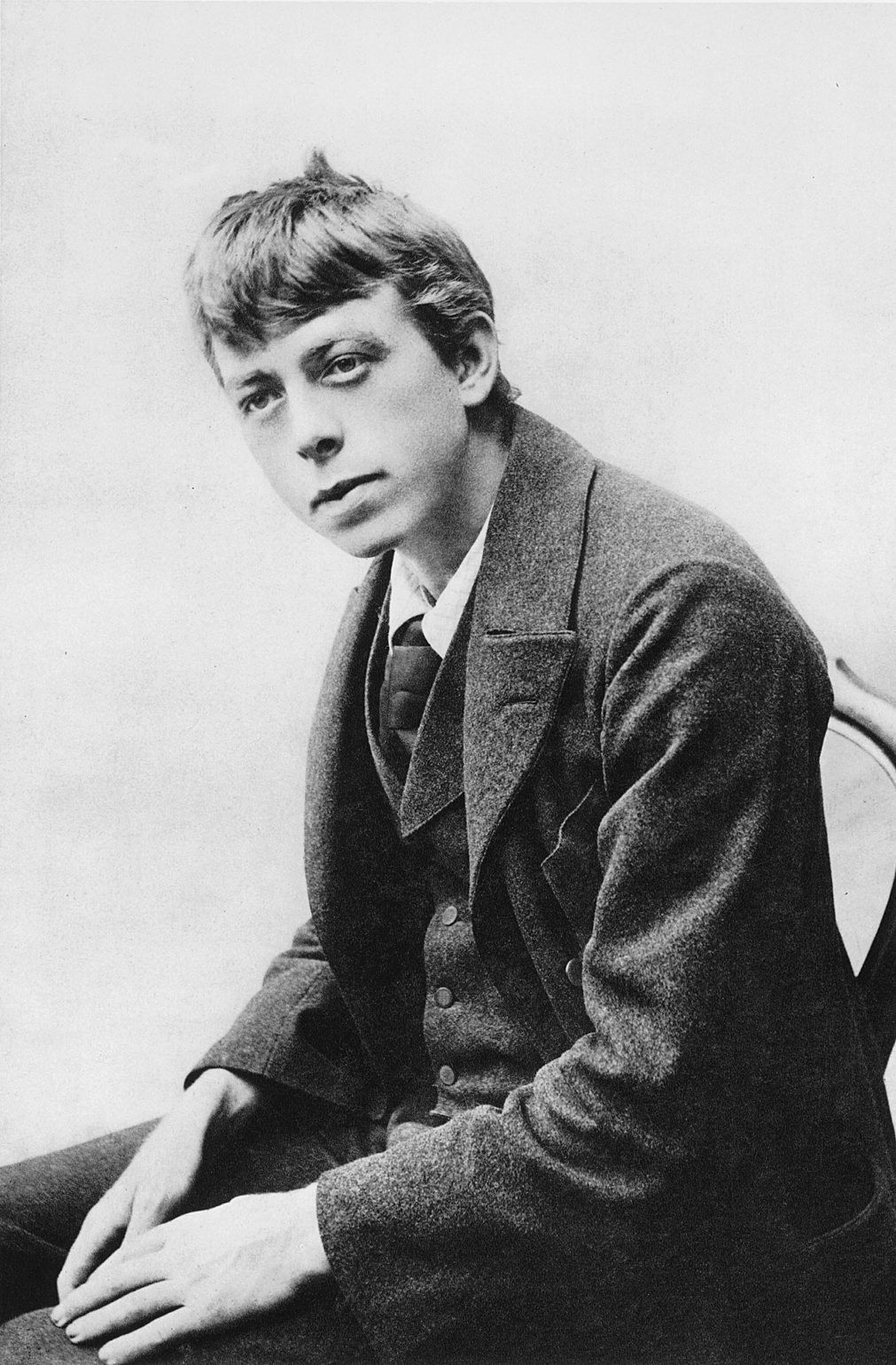
Robert Walser, 1890

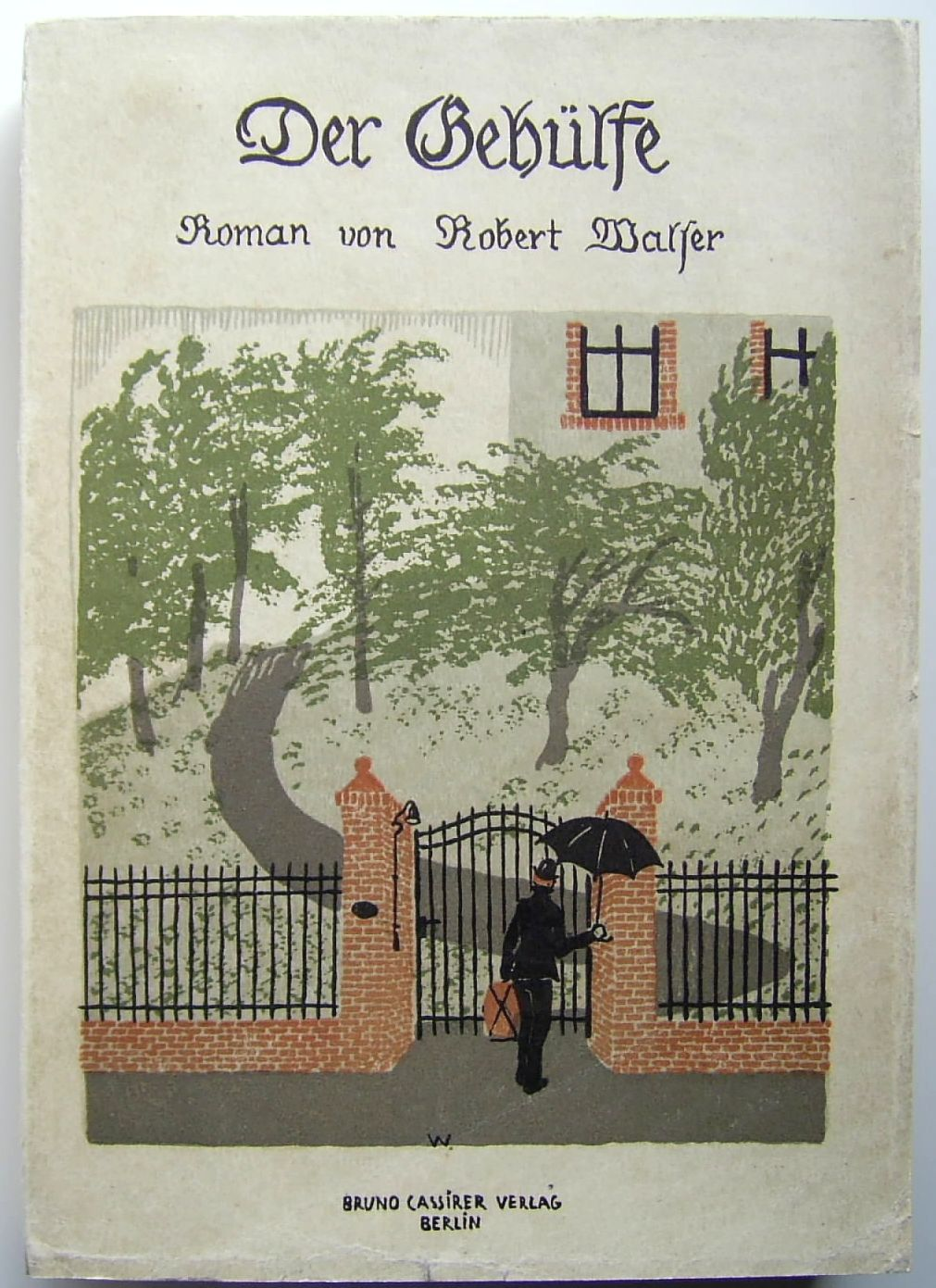
Robert Walser – Der Gehülfe, Broschureinband der Erstausgabe

Der Gehülfe ist ein Roman von Robert Walser, geschrieben 1907 in Berlin und dort im Mai 1908 im Verlag Bruno Cassirers erschienen.
Der 24-jährige Joseph Marti, Gehülfe des Ingenieurs Carl Tobler, erlebt während eines halben Jahres als Hausangestellter den Ruin der Familie eines erfolglosen Erfinders und geht seiner Wege.

## Wahrheit und Dichtung
Walser lässt den Gehülfen in einem Dorf Bärenswil, eine gute Dreiviertelstunde Eisenbahnfahrt von der großen Kantonshauptstadt entfernt, auftreten. Jener Ort der Handlung, die Villa zum Abendstern, steht zu Wädenswil am Zürichsee. Das geht aus einem Brief Robert Walsers vom 14. Dezember 1920 an Curt Wüest hervor. Ein Faksimile des Briefs befindet sich in Mächler zwischen den Seiten 112 und 113. Darauf zu sehen ist der Turm, in dem der Gehülfe untergebracht war. Das Anwesen wurde vom Maschinentechniker Carl Dubler, seiner Gattin Frieda und den gemeinsamen vier Kindern bewohnt. Die Vornamen der Kinder wurden genauso in den Romantext übernommen wie die Erfindungen des Technikers – die Reklame-Uhr, der Verkaufsautomat für Gewehrmunition und der Krankenstuhl. Walser hat vier Monate in dem Haus als Angestellter Dublers gewohnt und es zum Neujahr 1904 vor dem Konkurs des erfolglosen Unternehmers verlassen.
Walsers Mutter Elisa trug als Mädchen denselben Familiennamen wie der Protagonist: Marti.

## Joseph Marti

### Villa zum Abendstern
Erzählt wird die Geschichte vom langsamen Verfall des Hauses Tobler. Joseph Marti ist seit einiger Zeit stellenlos. Er bewirbt sich beim Erfinder Tobler als Gehilfe und bekommt nach einem Probetag die Stelle. Er kann bei seinem Arbeitgeber in dessen Villa wohnen; im Sommer bezieht er ein Turmzimmer und bleibt dort sechs Monate bis Neujahr. Joseph speist auch am Tisch der Familie. Anders geht es nicht. Sein Gehalt bekommt er anfangs auch nicht ausgezahlt. Er muss von Almosen leben, die er vom Chef sporadisch zugesteckt bekommt. Obwohl sich Joseph eigentlich mit Schuldenabzahlen eilen müsste, ist er damit einverstanden. Trotz sich immer mehr zuspitzender finanzieller Lage lebt die Familie nicht schlecht. Niemand muss Hunger leiden. Im Gegenteil – der Hausherr Carl (auch: Karl) Tobler lädt Bürger aus dem Dorf zu sommerlichen Gartenfesten auf seinem Seegrundstück inmitten der reizvollen Berglandschaft ein. Der 1. August wird auf Toblers üppig illuminierten Anwesen mit einem Feuerwerk ausgelassen gefeiert.
Nach Möglichkeit genießt Joseph den Sommer; schwimmt, rudert des Nachts Frau Tobler und die vier Kinder über den See. Musik erklingt, umschlingt den dunklen, duftenden Leib der Seesommernachtstille.

### Die Erfindungen
Josephs Arbeitsplatz, das Bureau des technischen Erfinders Tobler, liegt im Keller der Villa. Tobler hat erfunden: die Reklame-Uhr, die Tiefbohrmaschine, den nach Münzeinwurf ein Paket Patronen ausgebenden Schützenautomaten, den patentierten Krankenstuhl und einen kleinen Dampfapparat, diesen Dampfbehälter. Zudem spricht im Bureau ein Kraftanlagenschöpfer behufs der Selbstkrafterzeugungsmaschine in Städten vor. Letztendlich will niemand Toblers Erfindungen auf Lizenzierung einkaufen. Als Frau Tobler erkrankt und der Herr Ingenieur seinen Krankenstuhl an der eigenen Frau ausprobiert, muss er Kritik einstecken. Das bildhübsche, kleine Modell ist unbequem. Flugs konstruiert der Erfinder um.

### Der Erfinder
Tobler will einen Kopf als Angestellten. Das Nachdenken über hohe Dinge ist Josephs Sache nicht. Der neue Gehülfe brilliert in der Erfüllung von Nebenaufgaben. Das alles ist keine Kopfarbeit, sondern ausnahmslos Handlangertätigkeit. Der sommerliche Garten um die Villa herum ist mit dem Schlauch zu bewässern. Besorgungen, auch für die Gattin Toblers, sind zu erledigen. Der Haushälterin Pauline muss ab und zu zur Hand gegangen werden. Joseph spielt die Rolle eines Hausmeisters.
Tobler fordert von Joseph besonders Pünktlichkeit. Wenn der Gehülfe sich im Bureau ein wenig verspätet, gibt es ein Donnerwetter. Joseph schweigt bei solcher Gelegenheit wohlüberdachtermaßen. Tobler schimpft auf Bärenswil, das Drecknest und meint in Wirklichkeit dessen Bewohner, welche die Erfolglosigkeit des Erfinders riechen und sich geordnet zurückziehen.
Während der Arbeit darf Joseph von Toblers Zigarrenstumpen rauchen. Der Chef war vor drei Jahren einfacher Hilfsingenieur in einer großen Maschinenfabrik gewesen, hatte geerbt, sein Geld aber in den Kauf der Villa und in die Reklame-Uhr gesteckt. Deshalb muss schnellstens Geld her. Als Geldgeber soll ein Kapitalist, möglichst ein Fabrikherr, gewonnen werden, damit die Massenanfertigung der patentierten Erfindungen gleich beginnen kann. Daraus wird im ganzen Roman nichts. Tobler muss vielmehr Zahlungsverweigerungsgründe erfinden. Selbst im Herbst zeigt sich keinerlei Umschwung, obwohl Tobler auf andauernden Geschäftsreisen nicht müde wird, jenen Kapitalisten aufzutreiben. Als tatsächlich einmal ein Kapitalist in der Villa vorspricht, ist Tobler gerade verreist. Joseph muss einspringen und vertreibt den potentiellen Geldgeber durch sein unverantwortliches kopfloses Benehmen. Tobler tobt nach seiner Rückkehr von der Reise, kann aber verzeihen. Er schenkt dem Gehülfen einige von seinen abgetragenen Kleidern. Der beleidigte Joseph begehrt zwar wortreich auf, nimmt jedoch die Kleidergeschenke schließlich doch. Als Tobler seine Frau misshandelt, kann Joseph nicht anders – er schreitet ein und ermahnt den Herrn Ingenieur. Der Erfinder, nie verlegen, hält dem Angestellten vor, ein großes Maul haben, das könne jeder. Leisten solle er endlich etwas. Angesichts der sich häufenden unbezahlten Wechsel gibt sich Tobler kämpferisch: Eine Idee stirbt oder sie siegt. Dabei pumpt er auf seinen Reisen bereits Bekannte und Verwandte an. Schließlich muss Tobler auf Schuldforderungen seine Illiquidität eingestehen. Aber ein mütterliches Erbteil hat er noch. Doch der Betrag, den die Mutter herausrückt, ist nur ein Tropfen auf den heißen Stein; kann lediglich die wildesten Gläubiger und Schuldenforderer ein klein wenig besänftigen. Um in den Genuss des Geldes der Mutter zu gelangen, muss Tobler gar die Ehefrau vorschicken. Nicht einmal dem Verwalter des hauptstädtischen Stellenvermittlungsbureaus wird das geringe Vermittlungsentgelt ausbezahlt. Das Elektrizitätswerk schaltet den Strom für die Villa ab.

### Frau Tobler
Frau Tobler kommt aus echt bourgeoisen Kreisen her und hat nicht die geringste Angst vor ihrem Gatten. Da Letzterer oft auf Reisen ist, vertreibt sie sich notgedrungen mit dem Gehülfen die Zeit. Beide jassen, unterhalten sich oder Joseph schaut Frau Tobler einfach zu, wie sie liest. Einmal erblickt er die Frau durch ihre offene Schlafzimmertür im Negligé. Es entwickelt sich keineswegs ein Verhältnis zwischen den beiden, doch sie kommen einander näher. Man achtet sich. Frau Tobler vertraut sich dem Gehülfen an. Sie weiß, wer sie ist und lässt den Lebensmut nicht sinken. Ursache des beruflichen Misserfolges ihres Gatten sind nach ihrer Ansicht die verschwenderischen Wohltaten, in deren Genuss gerade jene Mitmenschen kamen, die ihn nun hart bedrängen. Frau Tobler steht ihrem Mann bei, kann aber letztendlich den Ruin nur ein wenig hinausschieben. Manchmal fragt sie Joseph, ob das Desaster doch noch abwendbar sei. Als Joseph, welcher die Frau immer trösten möchte, das für durchaus möglich hält, heißt sie ihn einen Lügner. Wie wahr! Spürt doch Joseph die zunehmende Feindseligkeit beim täglichen Abwehren der Gläubiger am eigenen Leibe. Auf der Bärenswiler Bank schlägt das Erstaunen in herablassendes Mitleid um.

### Wirsich auf Besuch
Wirsich, der Vorgänger Josephs als Hausdiener, war von Tobler wegen unflätiger Auftritte verursacht durch Volltrunkenheit aus dem Hause gejagt worden. Nun bittet der Trinker, der seine alte Mutter als Verstärkung in die Villa mitgeschleppt hat, um Wiedereinstellung. Der Herr Ingenieur sieht sich außerstande. Joseph macht seine Sache auch ganz ordentlich. Im Spätherbst dann, der Sommersee ist ein Nebelsee geworden, kommt Wirsich aus dem Regen und der Kälte. Joseph nimmt den Obdachlosen – mit Zustimmung der Frau Tobler (der Hausherr ist auf Reisen) – in seinem Turmzimmer auf, teilt das Bett mit ihm und drängt dem Trunkenbold ein Goldstück auf, das er tags zuvor von Tobler bekommen hat. Dem Tobler, diesem Großhans, wünscht Wirsich, dass er aus seinem prahlerischen Haus und Garten hinausfliegt.

### Dora, Silvi, Edi, Walter und Pauline
Den Abendstern bewohnen noch die vier Kinder der Toblers – die Mädchen Dora und Silvi sowie die Knaben Edi und Walter. Frau Tobler kann es sich selber nicht erklären, sie hasst Silvi, ihr eigenes Kind. Die Magd Pauline hat von der Hausherrin die Erlaubnis, das Kleinkind nachts, wenn es ins Bett nässt, zu prügeln. Pauline gebraucht ihre Macht. Joseph beobachtet das Gezeter und macht schließlich Frau Tobler ernsthaft Vorwürfe. In einem Abwasch liest der Gehülfe gleich noch dem gerade heimkehrenden Tobler die Leviten: Die Frau misshandelt Silvi und der Vater sieht darüber hinweg. Toblers Stellungnahme dazu lautet: Die Frau sei eine Gans und Joseph verrückt.

### Joseph geht weiter
Als Wirsich seine nächste Stelle in Bärenswil erneut wegen Trunkenheit verloren hat, bereitet auch Joseph seinen Abgang aus der Villa zum Abendstern vor. Beim hauptstädtischen Stellenvermittlungsbureau bewirbt er sich um eine passende Stelle. Nach einer weiteren Ungeschicklichkeit Josephs wird der Herr und Meister tätlich. Weinend begründet der Gehülfe der Frau Tobler seinen beabsichtigten Weggang. Die Frau bleibt kalt und empfiehlt dem Angestellten, sich noch von ihrem Mann zu verabschieden. Der Gehülfe wird vom Herrn Ingenieur aus dem Haus geworfen. Joseph und Wirsich verlassen Bärenswil und ziehen weiter.

## Selbstzeugnis
- Robert Walser zu Carl Seelig: ‚Der Gehülfe‘ ist ein ganz und gar realistischer Roman. Ich brauchte fast nichts zu erfinden. Das Leben hat das für mich besorgt[3].

## Rezeption
- Hesse schreibt 1936, zwar sei der Gehülfe voll von Stimmungen vom Anfang des 20. Jahrhunderts, doch bezaubere die Erzählung durch die zeitlose Anmut ihres Vortrags, durch die zart und absichtslos spielende Magie[4].
- Nach Zollinger sei Walsers unbeschreiblicher Zauber zurückzuführen auf seine pedantische Unbestechlichkeit[5].
- Anne Gabrisch schreibt 1983, Herr und Diener seien gleichermaßen närrisch – ein Paar von fürchterlicher Komik. Und von weit her an Don Quijote und Sancho Pansa erinnernd[6].
- Mächler[7] erzählt aus der Entstehungsgeschichte des Gehülfen. Der Roman sei im Rahmen eines Wettbewerbs des Scherl-Verlages in sechs Wochen niedergeschrieben worden. Walser habe achttausend Mark Honorar verlangt, das Manuskript jedoch wegen der hohen Forderung postwendend zurückerhalten. Als sich Walser darauf mit dem Verlagsleiter stritt, soll dem Autor entfahren sein: Sie Kamel verstehen überhaupt nichts von Literatur.
- Sprengel resümiert, die Bärenswiler erweisen sich als Nachfolger der Leute von Seldwyla.

## Form
Der Leser wird ein beklemmendes Gefühl nicht los. Die Bankrotterklärung Toblers rückt mit jedem Umblättern näher. Doch zum Glück hat dieser Dichter Walser zwei Gegengewichte für jene Bedrückung in petto. Das erste ist die Schilderung der Donquichoterie, die auch Gabrisch (siehe oben) nicht übersehen konnte. Wie Tobler mit seinem Gehülfen umgeht und vice versa, das reizt zunehmend die Lachmuskeln des Lesers. Aber das Lachen bleibt im Hals stecken. Das zweite ist das Licht, das dennoch überall aufblinkt, die beeindruckende Schilderung der Natur und nicht zuletzt Josephs Menschlichkeit. Diese drückt sich nicht nur in Empathie, also dem aktiven Mitfühlen, sondern insbesondere in der Zivilcourage des Eingreifens zugunsten der Misshandelten aus.

## Wörter und Wendungen
Der 'Gehülfe' ist, wie Walsers ganzes Werk, nicht frei von Spielerei.
- Joseph träumt: Die Wohnstube zitterte. Das Bureau war stechend grün vor Schadenfreude.[9]
- Tobler beschimpft die Dorfbewohner, die nicht leicht übers Ohr zu hauen sind: Ihr Fötzel! [Lumpen(kerle)].[10]
- Häfchen – Helvetismus für: Nachttopf.[11]
- ausgeschämtes Räf – wahrscheinlich: keifende Frau.[12]
- Der cheibe Eisenbahnzug fährt Tobler vor der Nase weg.[13]
- brunnenrauschende Winkel.[14]
- Die Töne scheinen alles zu umschallen, zu umdonnern und zu umarmen.[14]
- holländischer Trunkenboldszenenmaler.[15]
- geistig verträgen [träge werden] und erlahmen.[16]

## Literatur

Paul Burian (mit Schirm und Hut) bei den Dreharbeiten zum Film Der Gehülfe, Zürich, Foto: Walter Schmid, Comet Photo, Bildarchiv der ETH-Bibliothek, Zürich

## Verfilmung
Der Roman wurde 1975 von Thomas Koerfer mit Paul Burian als Joseph Marti, Ingold Wildenauer als Carl Tobler und Verena Buss als Frau Tobler unter gleichem Titel verfilmt.

## Hörbuch
2015 erschien eine gekürzte szenische Lesung mit Martin Hofer und Heinz Müller im LOhrBär-Verlag, Regensburg, ISBN 978-3-939529-14-9.